# بيتر هوارد
بيتر هوارد (بالإنجليزية: Peter Howard)‏ هو موزع موسيقي وملحن وعازف بيانو أمريكي، ولد في 29 يوليو 1927، وتوفي في 18 أبريل 2008.

## وصلات خارجية
- بيتر هوارد على موقع IMDb (الإنجليزية)
- بيتر هوارد على موقع ميوزك برينز (الإنجليزية)
- بيتر هوارد على موقع أول موفي (الإنجليزية)
- بيتر هوارد على موقع قاعدة بيانات برودواي على الإنترنت (الإنجليزية)
- بيتر هوارد على موقع قاعدة بيانات برودواي على الإنترنت (الإنجليزية)
- بيتر هوارد على موقع ديسكوغز (الإنجليزية)
- بيتر هوارد على موقع قاعدة بيانات الفيلم (الإنجليزية)
- بيتر هوارد على موقع كينوبويسك (الروسية)